# الصلعاء (القطن)

'

تعديل مصدري - تعديل

الصلعاء هي إحدى قرى عزلة وادي سر بمديرية القطن التابعة لمحافظة حضرموت، بلغ تعداد سكانها 149 نسمة حسب تعداد اليمن لعام 2004.